# Euphrynichus
Euphrynichus är ett släkte av spindeldjur. Euphrynichus ingår i familjen Phrynichidae.
Kladogram enligt Catalogue of Life:
| Euphrynichus | \| \| Euphrynichus amanica \| \| \| \| \| \| Euphrynichus bacillifer \| \| \| \| |
|              | \| \| Euphrynichus amanica \| \| \| \| \| \| Euphrynichus bacillifer \| \| \| \| |
|              | Damon                                                                            |
|              |                                                                                  |
|              | Musicodamon                                                                      |
|              |                                                                                  |
|              | Phrynichodamon                                                                   |
|              |                                                                                  |
|              | Phrynichus                                                                       |
|              |                                                                                  |
|              | Trichodamon                                                                      |
|              |                                                                                  |
|              | Xerophrynus                                                                      |
|              |                                                                                  |
|              | Euphrynichus amanica                                                             |
|              |                                                                                  |
|              | Euphrynichus bacillifer                                                          |
|              |                                                                                  |

|  | Euphrynichus amanica    |
|  |                         |
|  | Euphrynichus bacillifer |
|  |                         |